# Antonio Cañadas Zapata
 Antonio Cañadas Zapata (San Javier, 13 juni 1979) is een gewezen Spaans profvoetballer, beter bekend onder de naam “Cañadas”.  Hij is actief bij CF Lorca Deportiva.

## Carrière
Tijdens het seizoen 1998-1999 startte hij zijn professionele carrière bij de ploeg van zijn geboortedorp AD Mar Menor, een ploeg die uitkwam in de Tercera División.  Cañadas a kende een goed debuut, zowel  op individueel als collectief niveau met een derde positie in de eindstand.  In de daaropvolgende eindronde kon de promotie echter niet afgedwongen worden.
Vanaf het seizoen 1999-2000 stapte hij over naar de B-ploeg van Elche CF, ook een ploeg uit de Tercera División.   De ploeg behaalde een zevende plaats in de eindstand.  Tijdens hetzelfde seizoen trad hij ook tweemaal op bij de eerste ploeg, die uitkwam in de Segunda División A.  Hij scoorde één doelpunt.
Om meer spelgelegenheid te hebben, verhuisde hij tijdens het seizoen 2000-2001 naar een ploeg uit de Segunda División B, CD Toledo.  De speler werd een basisspeler bij de ploeg die een op een vierde plaats de competitie afsloot.  Tijdens de eindronde werd de promotie echter niet afgedwongen.
Het daaropvolgende  seizoen 2001-2002 zette hij een stap naar het buitenland en tekende hij voor  de B-ploeg van Inter Milan.  Dit buitenslands avontuur was maar een kort leven beschoren.
Vanaf het seizoen 2002-2003 keerde hij terug naar Spanje en  tekende hij voor de B-ploeg van RCD Mallorca, een  ploeg uit de Segunda División B.  Het werd een teleurstellend seizoen met een veertiende plaats als eindresultaat.
Het daaropvolgende seizoen 2003-2004 keerde hij terug naar zijn geboorteplaats bij AD Mar Menor.  Het werd een schitterend jaar met een onbevredigend resultaat.  De ploeg werd kampioen in de Tercera División, maar mislukte in de eindronde die de stijgers moest aanduiden.
Hij keerde vanaf seizoen 2004-2005 zelf wel terug naar de Segunda División B, door een tweejarig contract te tekenen bij het Catalaanse CE Sabadell.  Tijdens het eerste seizoen eindigde de ploeg nog op een dertiende plaats, maar toen de ploeg tijdens het tweede seizoen op de achttiende plaats terechtkwam en degradeerde, verliet de speler de ploeg.
Na deze twee matige seizoenen, zocht hij  voor het seizoen 2006-2007 zijn geluk bij Real Jaén, een ploeg uit de Segunda División B .  Op sportief vlak werd het een succes met een zesde plaats als gevolg.  Ook op persoonlijk vlak brak de speler door en werd een van de basisspelers van de ploeg
Voor het seizoen 2007-2008 was hij actief bij een ploeg dicht bij zijn geboortestreek, Alicante CF. De speler werd met 39 optredens en dertien doelpunten een van de smaakmakers van het sportief succes.  De ploeg eindigde op de tweede plaats na de reguliere competitie en kon in de eindronde de promotie afdwingen naar de Segunda División A.
Tijdens het tussenseizoen verliet de speler de ploeg en verbond zich vanaf seizoen 2008-2009 voor twee seizoenen aan Polideportivo Ejido, een andere ploeg uit de Segunda División B.  Hij kende er twee succesvolle seizoenen met een derde en vierde plaats, maar tijdens de eindronde werd de ploeg steeds uitgeschakeld.
Voor het  volgende seizoen 2010-2011 zette hij de overstap naar de ambitieuze reeksgenoot  Real Murcia.  Deze ploeg was net gedegradeerde en wilde zo snel als mogelijk terugkeren naar de Segunda División A.    Dit lukte door een kampioenstitel en de daaropvolgende eindronde succesvol af te sluiten.
Cañadas  volgde de ploeg echter niet en stapte voor het seizoen 2011-2012 over naar een andere stijger CD Alcoyano.  Ondanks een goede start kon de ploeg  het niet waarmaken in de Segunda División A en degradeerde.
Voor het seizoen 2012-2013 ondertekende hij een contract bij FC Cartagena, een andere ploeg die het behoud niet kon waarmaken tijdens het voorgaande seizoen en die tot doel heeft om terug te keren naar de zilveren categorie.  Hij kende een goede heenronde, maar viel volledig terug in de terugronde.  Daardoor werd zijn contract voor het volgende seizoen niet meer verlengd.
Voor het seizoen 2013-2014 vond hij onderdak bij Orihuela CF, een ploeg die net naar de Tercera División afgezakt was. Daar kwam hij zijn ploegmakker van vorig seizoen, Daniel Pérez Moreno, weer tegen.  De speler scoorde 9 doelpunten.  Op het einde van de reguliere competitie eindigde de ploeg derde en deze plaats gaf hen recht op deelname aan de playoffs.
Zijn mooie prestaties gaven hem tijdens het seizoen 2014-2015 de mogelijkheid om terug te keren naar de Segunda División B.  Hij tekende een eenjarig contract bij CD Eldense.  Het seizoen 2014-2015 zou hij achtmaal scoren tijdens 36 optredens.  Om deze redenen werd zijn contract voor het seizoen 2015-2016 verlengd.
Tijdens dit tweede seizoen zou hij nog beter doen met twaalf doelpunten uit 33 wedstrijden, waardoor zijn contract nogmaals verlengd werd voor seizoen 2016-2017.
Tijdens het seizoen 2017-2018 stapt hij over naar reeksgenoot CF Lorca Deportiva.  De ploeg was net het seizoen daarvoor gepromoveerd, maar kon tijdens dit eerste seizoen zijn behoud niet kunnen bewerkstelligen.